# Сокольський повіт
Сокольський повіт (біл. Сакольскі павет) — історична адміністративно-територіальна одиниця в складі Білостоцької області та Гродненської губернії, яка існувала в 1808–1920 роках. Центр — місто Соколка.

## Історія
Повіт у складі Білостоцької області Російської імперії був створений 1808 року на території, після того як відійшов від Пруссії за Тільзитським миром. 1843 року, у зв'язку з ліквідацією Білостоцької області, повіт було передано до складу Гродненської губернії. 1920 року повіт відійшов до Польщі.

## Адміністративний поділ
1913 року в повіті було 13 волостей:
- Багновська(інші мови) (центр — с. Домурати),
- Гребеневська(інші мови) (центр — м. Новий Двір),
- Зубрицька(інші мови) (центр — с. Бабики),
- Каменковська(інші мови) (центр — с. Яновщизна),
- Каменська(інші мови) (центр — с. Стоцьк),
- Круглянська[pl] (центр — м. Кузьниця),
- Маковлянська(інші мови) (центр — містечко Сідра),
- Нововольська(інші мови),
- Островська(інші мови),
- Острогорська(інші мови) (центр — село Остра-Ґура),
- Романовська(інші мови) (центр — с. Лозове),
- Трофимовська(інші мови),
- Черновеська(інші мови).

## Населення
За даними перепису 1897 року в повіті проживало 110,5 тис. осіб. 
За національним складом: білоруси — 83,8 %; євреї — 12,2 %; росіяни — 1,8 %; поляки — 1,2 %. У повітовому місті Соколці проживало 7598 осіб, у заштатних Василькові — 3880, Домброві — 1988, Корицині — 683, Кузьниця — 1346, Новий Двір — 1300, Одельську — 1462, Суховлі — 3203, Янові — 2296